# Nucras tessellata
Nucras tessellata — вид ящірок родини ящіркових (Lacertidae). Мешкає в Південній Африці.

## Опис
Nucras tessellata — це струнка, довгохвоста ящірка, довжина якої (враховуючи хвіст) становить 25 см. Хвіст майже вдвічі довший за решту тіла, при швидких рухах він виконує роль балансира. Під час сезону розмноження на передніх кінцівках у N. tessellata є помітні чорно-білі смуги, в задні кінцівки і хвіст набувають яскраво-оранжево-коричневого забарвлення. Поза сезоном розмноження все тіло має смугасте забарвлення.

## Поширення і екологія
Nucras tessellata поширені від нагір'я Кхомас в Намібії і південно-західної Ботсвани до Північнокапської і Західнокапської провінцій у Південно-Африканській Республіці, на південь до Капських гір. Вони живуть в саванах, на пустищах кару та в чагарникових заростях фінбош, трапляються у сухих руслах річок та на піщаних ділянках, серед каміння. Зустрічаються на висоті від 20 до 1500 м над рівнем моря. Ящірки живляться скорпіонами, павуками, кониками, термітами і жуками, шукають їжу на землі рано вранці або ввечері.